# FIVB World Tour

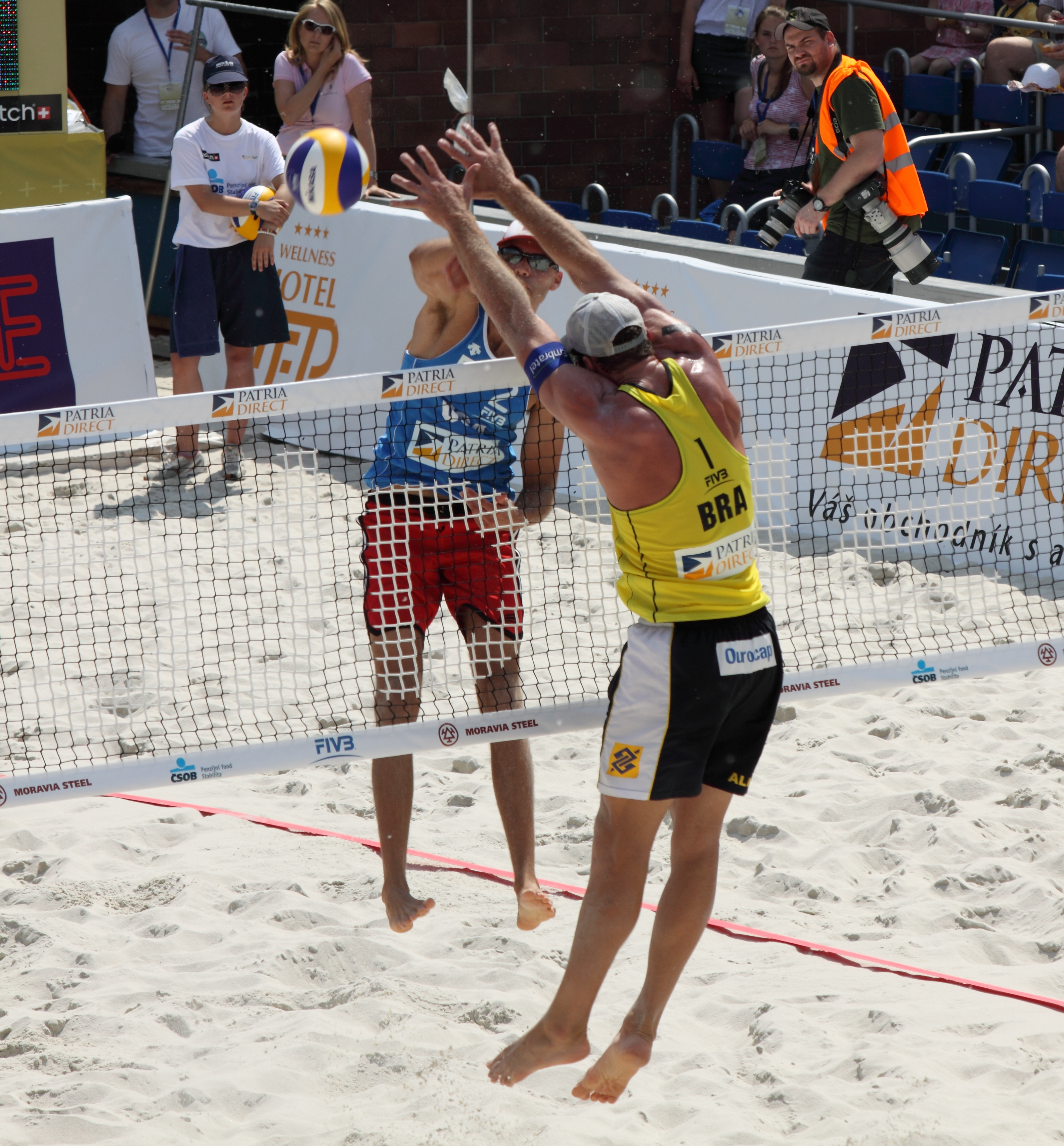
Finale Prag Open 22. Mai 2011:
Dalhausser gegen Alison

Die FIVB World Tour war eine interkontinentale Turnierserie für Beachvolleyballer. Aus einzelnen Turnieren entwickelte sich zu Beginn der 1990er Jahre die Weltserie, die bis 2016 aus Majors, Grand Slams, Open, dem World Tour Finale und den zweijährlich stattfindenden Weltmeisterschaften bestand. von 2017 bis 2021 ersetzten 1- bis 5-Sterne-Turniere die Major-, Grand-Slam- und Open-Kategorien. Seit 2022 wird die World Tour durch die Volleyball World Beach Pro Tour ersetzt.

## Geschichte
Das erste Beachvolleyballturnier unter der Schirmherrschaft der FIVB fand 1987 am Strand von Ipanema in Rio de Janeiro statt. Es ging um insgesamt 22.000 US-Dollar Preisgeld. Die Gewinner der Veranstaltung waren die Amerikaner Sinjin Smith und Randy Stoklos. 1988 konnten Karch Kiraly und Pat Powers, die im Vorjahr ihren Landsleuten im Finale unterlegen waren, das Turnier in der Stadt am Zuckerhut für sich entscheiden. 1989 gab es im Februar das letzte Einzelturnier wiederum in Brasiliens zweitgrößter Stadt; Smith und Stoklos gewannen zum zweiten Mal den Titel. Im Juli des gleichen Jahres entstand die FIVB Beach Volleyball World Series. Das erste von drei Turnieren fand in Jesi statt. Sieger waren erneut Smith und Stoklos, die sich auch den Gesamtsieg der ersten Tour 1989/90 sichern konnten. 1990/91 gab es bereits vier Turniere; zu Italien, Japan und Brasilien kam Frankreich als Gastgeberland hinzu. 1991/92 präsentierten sich neue Austragungsorte in Spanien und Australien, die Tour war auf sieben Turniere angewachsen. Im August 1992 gab es zum ersten Mal einen Frauenwettbewerb der FIVB. In Almería waren Karolyn Kirby und Nancy Reno erfolgreich.
Bis Anfang 1996 ging eine Toursaison immer über zwei Jahre und endete im Februar oder März. Von 1996 bis einschließlich 2014 wurden die FIVB-Toursieger am Ende des Kalenderjahres gekürt, so dass es 1996 zwei Mal diesen Titel gab (den ersten für die Saison 1995/96, die im Februar endete, den zweiten Titel für die Gesamtsieger der Turniere ab März bis Dezember des Jahres). 1997 gab es bereits 20 Veranstaltungen. Dazu gehörte auch die erste offizielle Beachvolleyball-Weltmeisterschaft in Los Angeles, bei der die brasilianischen Olympiasiegerinnen Pires/Silva und ihre Landsleute Pará/Guilherme die Titel gewannen. 2003 wurde die World Series zur Swatch FIVB World Tour, weil der FIVB den Schweizer Uhrenhersteller als Titelsponsor gewann. Der Vertrag wurde 2008 bis einschließlich 2012 verlängert.
2015 endete die Saison mit dem Finale in Fort Lauderdale, welches vom 29. September bis 4. Oktober stattfand. Anschließend fanden drei weitere Veranstaltungen statt, die zur Spielzeit 2015/16 gezählt wurden. Damit wurde der Zweijahresrhythmus aus den Anfängen der Tour wieder eingeführt.
2009 wurden Julius Brink und Jonas Reckermann die ersten deutschen Beachvolleyballweltmeister in Stavanger, die Tour bestand in diesem Jahr aus sechzehn Frauen- und vierzehn Männerwettbewerben einschließlich der Weltmeisterschaften.

### FIVB Tour Champions
|         | Männer                                                      | Frauen                                                      |
| ------- | ----------------------------------------------------------- | ----------------------------------------------------------- |
| 1989/90 | Randy Stoklos / Sinjin Smith                                | -                                                           |
| 1990/91 | Randy Stoklos / Sinjin Smith                                | -                                                           |
| 1991/92 | Randy Stoklos / Sinjin Smith                                | -                                                           |
| 1992/93 | Randy Stoklos / Sinjin Smith                                | Karolyn Kirby / Nancy Reno                                  |
| 1993/94 | Roberto Lopes / Franco Neto                                 | Karolyn Kirby / Liz Masakayan                               |
| 1994/95 | Jan Kvalheim / Bjørn Maaseide                               | Adriana Samuel Ramos / Mônica Rodrigues                     |
| 1995/96 | Roberto Lopes / Franco Neto                                 | Sandra Pires / Jackie Silva                                 |
| 1996    | Zé Marco / Emanuel Rego                                     | Sandra Pires / Jackie Silva                                 |
| 1997    | Zé Marco / Emanuel Rego                                     | Adriana Behar / Shelda Bede                                 |
| 1998    | Guilherme Marques / Pará                                    | Adriana Behar / Shelda Bede                                 |
| 1999    | José Loiola / Emanuel Rego                                  | Adriana Behar / Shelda Bede                                 |
| 2000    | Zé Marco / Ricardo Santos                                   | Adriana Behar / Shelda Bede                                 |
| 2001    | Tande Ramos / Emanuel Rego                                  | Adriana Behar / Shelda Bede                                 |
| 2002    | Martín Conde / Mariano Baracetti                            | Kerri Walsh / Misty May-Treanor                             |
| 2003    | Ricardo Santos / Emanuel Rego                               | Sandra Pires / Ana Paula Connelly                           |
| 2004    | Ricardo Santos / Emanuel Rego                               | Adriana Behar / Shelda Bede                                 |
| 2005    | Ricardo Santos / Emanuel Rego                               | Juliana Felisberta da Silva / Larissa França                |
| 2006    | Ricardo Santos / Emanuel Rego                               | Juliana Felisberta da Silva / Larissa França                |
| 2007    | Ricardo Santos / Emanuel Rego                               | Juliana Felisberta da Silva / Larissa França                |
| 2008    | Harley Marques / Pedro Solberg                              | Ana Paula Connelly / Shelda Bede                            |
| 2009    | Julius Brink / Jonas Reckermann                             | Juliana Felisberta da Silva / Larissa França                |
| 2010    | Phil Dalhausser / Todd Rogers                               | Juliana Felisberta da Silva / Larissa França                |
| 2011    | Emanuel Rego / Alison Cerutti                               | Juliana Felisberta da Silva / Larissa França                |
| 2012    | Jacob Gibb / Sean Rosenthal                                 | Juliana Felisberta da Silva / Larissa França                |
| 2013    | Aleksandrs Samoilovs / Jānis Šmēdiņš                        | Talita Antunes da Rocha / Taiana Lima                       |
| 2014    | Aleksandrs Samoilovs / Jānis Šmēdiņš                        | Juliana Felisberta da Silva / Maria Antonelli               |
| 2015    | Alison Cerutti / Bruno Oscar Schmidt                        | Ágatha Bednarczuk / Bárbara Seixas                          |
| 2016    | Aleksandrs Samoilovs / Jānis Šmēdiņš                        | Laura Ludwig / Kira Walkenhorst                             |
| 2017    | Evandro Gonçalves Oliveira Júnior / André Loyola Stein      | Larissa França / Talita Antunes da Rocha                    |
| 2018    | Anders Mol / Christian Sørum                                | Ágatha Bednarczuk / Eduarda Santos Lisboa                   |
| 2019    | Anders Mol / Christian Sørum                                | Melissa Humana-Paredes / Sarah Pavan                        |
| 2020    | Keine offiziellen Champions aufgrund der COVID-19-Pandemie. | Keine offiziellen Champions aufgrund der COVID-19-Pandemie. |
| 2021    | Cherif Younousse / Ahmed Tijan                              | Ágatha Bednarczuk / Eduarda Santos Lisboa                   |

## Turniere

### Open
Gespielt wurde bis einschließlich 2012 im Double knock-out. Nur die Halbfinale und das Finale sowie das Spiel um den dritten Platz wurden im K.-o.-System ausgetragen. Ab 2013 war der gesamte Ablauf identisch mit dem Grand Slam. Bei den Open, die nur als Männer- oder Frauenwettbewerb ausgetragen wurden, gab es insgesamt 75.000 US-Dollar Preisgeld zu gewinnen. Bei Doppelveranstaltungen verdoppelte sich auch die Summe. Die Siegerteams erhielten 11.000 Dollar und 500 Weltranglistenpunkte. Von 2017 bis 2021 wurden die Open-Turniere durch die Turnier-Klassifikationen „1-Stern“, „2-Sterne“ und „3-Sterne“ ersetzt.

### Grand Slam
Die 32 für das Hauptfeld qualifizierten Paare absolvierten zunächst eine Vorrunde in acht Gruppen zu je vier Teams. Die Ersten dieser Poolrunde qualifizierten sich direkt fürs Achtelfinale, wo sie auf die Sieger der Paarungen zwischen den Zweiten und Dritten trafen. Diese wie auch die folgenden Begegnungen wurden im K.-o.-System ausgetragen. Nach dem Halbfinale wurden sowohl der Titel als auch der dritte Platz ausgespielt. Bei den Grand Slams betrug das Preisgeld 800.000 US-Dollar pro Veranstaltung. Davon wurden je 400.000 Dollar bei den Frauen- und den Männerwettbewerben ausgeschüttet. Die Gewinner erhalten 57.000 Dollar und außerdem 800 Weltranglistenpunkte. Von 2017 bis 2021 wurden die Grand-Slam-Turniere durch die Turnier-Klassifikation „4-Sterne“ ersetzt.

### Major
Seit der Saison 2015 gab es als neue Turnierkategorie die Major Series, die ein ebenso hohes Preisgeld wie die Grand Slam Turniere hatte. Von 2017 bis 2021 wurden die Major-Turniere als „5-Sterne“-Turniere klassifiziert.

### World Tour Final
Auch neu seit 2015 ist das World Tour Final. Zu diesem Event qualifizieren sich pro Geschlecht die besten acht bzw. zehn Teams aus der laufenden Saison, wobei alle bis dato erspielten Punkte auf Major, Grand Slam und Open Events berücksichtigt werden.

### Weltmeisterschaft
Das Hauptfeld besteht aus 48 Teams, die die Vorrunde in zwölf Pools zu je vier Teams bestreiten. Die Gruppensieger, -zweiten und acht besten -dritten qualifizieren sich für die Runde der besten 32 Mannschaften, die im K.-o.-System ausgetragen wird. Ab dem Achtelfinale ist der Ablauf der gleiche wie bei Grand Slam und Open. Bei einer Weltmeisterschaft werden sowohl für den Frauen- als auch für den Männerwettbewerb 500.000 US-Dollar ausgezahlt, von denen die Siegerteams 60.000 Dollar erhalten und dazu 1000 Punkte für die Weltrangliste.

## Reglement

### Main Draw
Am Hauptwettbewerb eines Grand Slam oder eines Open-Turniers nahmen 32 Paare teil. 22 Paare qualifizierten sich über für Nationalverbände vergebene Punkte durch die FIVB. Unter den 22 Teams befanden sich mindestens zwei Duos aus dem Gastgeberland, die an die Positionen Eins und mindestens Acht gesetzt wurden (an eine niedrigere Stelle, wenn die Nationenpunktzahl höher war). Zusätzlich vergaben die FIVB und der Veranstalter je eine Wildcard an förderungswürdige Teams. Die restlichen acht Teams wurden durch eine Qualifikation ermittelt. Unter den 24 Paaren, die direkt für das Hauptfeld startberechtigt waren, durften sich nur drei Teams pro Nation ausschließlich der Wild Cards befinden.

### Pool System
Im Pool spielte jedes Duo gegen jedes andere Team, sodass es insgesamt sechs Spiele gab. Jeder Sieger eines Spiels erhielt zwei Punkte, der Verlierer einen Punkt, auch wenn er aus Verletzungsgründen aufgab oder nicht antreten konnte. Ein Paar, das aus anderen Gründen nicht antrat, erhielt keinen Punkt. Im Falle einer verletzungsbedingten Absage eines Teams schaute die Punkteverteilung folgendermaßen aus: Der Sieger erhielt zwei Punkte, 2:0 Sätze 0:0 Ballpunkte für jeden Satz. Die absagende Mannschaft erhielt einen Punkt, 0:2 Sätze und 0:21 Ballpunkte für jeden Satz. Im Falle einer Aufgabe galt die gleiche Regelung mit dem Unterschied, dass die bisher erzielten Ballpunkte und Sätze zählten. Ein Beispiel: Team A führt 21:17, 4:3, als Team B verletzungsbedingt aufgeben muss. Team A erhält 2 Punkte, 2:0 Sätze und 21:17, 4:3 Ballpunkte. Team B erhält einen Punkt, 0:2 Sätze und 17:21, 3:21 Ballpunkte.
Für die Rangfolge gab es besondere Regularien. Bis einschließlich 2015 entschied der direkte Vergleich über die bessere Platzierung bei zwei Teams mit gleicher Anzahl an Punkten.
Ab 2016 war der Quotient der Ballpunkte aller Teams im Pool bei Punktgleichheit von zwei Beachpaaren für den Rang in der Tabelle ausschlaggebend. Dadurch wurde vermieden, dass das letzte Vorrundenspiel zweier Duos in bestimmten Konstellationen bedeutungslos wurde, wie es in der Vergangenheit häufig der Fall war.

Waren drei Teams punktgleich, entschied der Ballpunktequotient der Begegnungen dieser drei Teams untereinander über die Reihenfolge. Dadurch kann es zu in der Abschlusstabelle der Vorrundengruppe nicht nachvollziehbaren Ergebnissen kommen. Als Beispiel dient der Pool F der Fuzhou Open der Männer im April 2013. Die Letten haben sowohl ein besseres Satz- als auch ein besseres Ballpunktverhältnis als die Chinesen, liegen trotzdem in der Tabelle hinter dem asiatischen Team, weil sie im Vergleich der Begegnungen der drei punktgleichen besten Teams untereinander den schlechtesten Quotienten bei den Ballpunkten haben.

### Qualifikation
Bei der Weltmeisterschaft gibt es keine Qualifikation. In den Wettbewerben Open und Grand Slam ermittelten bis zu 32 Teams in zwei Runden die restlichen acht Teilnehmer am Hauptwettbewerb.

### Country Quota
In der Country Quota spielten mehrere Teams einer Nation die Anzahl der Teilnehmer aus, die an der Qualifikation teilnehmen durften. Zum Beispiel waren beim Grand Slam in Gstaad 2010 zwei deutsche Frauenteams für das Hauptfeld gesetzt, vier weitere hatten für die Teilnahme gemeldet. Da nur zwei Teams für die Hauptqualifikation zugelassen werden konnten, mussten die vier weiteren Teams in der Country Quota im einfachen K.-o.-System zwei Sieger ausspielen, um nicht mehr als insgesamt vier deutsche Teilnehmer am Hauptwettbewerb möglich zu machen. Hätte der gleiche Grand Slam in Berlin stattgefunden, hätten alle vier weiteren Teams an der Qualifikation teilnehmen dürfen, da für das Gastgeberland bis zu sechs Paare am Hauptwettbewerb teilnehmen konnten. In den Jahren 2013 und 2014 wurde keine Country Quota gespielt.